# ОШ „14. октобар“ Драгинац
Основна школа „14. октобар“ налази се у селу Драгинац удаљеном 18 km од града Лознице. Село се налази на путу Лозница – Ваљево, на десној обали реке Јадар. 

## Историјат
Школа је основана након уласка Јадра у састав Кнежевине Србије. Основана је 3. новембра 1839. године и тадашња школа је носила назив Јаребичка и имала је три разреда. Први учитељ је био Аркадије Искрић. На почетку свог рада имала је 40 ученика који су долазили из околних села. У школи су боравили  током целе недеље, суботом  би одлазили својим кућама по храну и гардаробу, а недељом би се враћали у школу. Занимљиве податке о тадашњој школи забележила је Мина Караџић у својим белешкама када је у јуну 1850. године заједно са својим оцем посетила Јаребичку школу. Тадашњи учитељ се звао Константин Маринковић, а школу је похађало 44 ученика. У белешкама је записано да ђаци помажу у кухињи, доносе воду са далеких извора, цепају дрва, брину о козама и спавају напољу под ведрим небом. Школске 1883/1884. године основан је и четврти разред. Школу је тада похђало 70 ученика. Друга зграда Јаребичке школе изграђена је последње деценије 19. века. Друга зграда школе још увек постоји, стара је више од сто година и налази се у лошем стању. Школа је почетком двадесетог века радила са прекидима, због ратних дешавања у тадашњој држави. Током Другог светског рата нацисти су почетком октобра 1941. године стрељали скоро 3000 у Драгинцу. Школа је у овом периоду радила са прекидима, и тек након ратних дешавања је поново наставила са нормалним и непрекидним радом. Након Другог светског рата је променила назив у „Основна школа у Драгинцу“. Школске 1946/47. године почела је са радом Прогимназија коју је чинила четвороразредна основна школа и три разреда прогимназије. Ове школске године у први разред било је уписано 47 ученика. Школске 1955/56. године основана је осмогодишња школа. У овом периоду школу из године у годину похађа све већи број ученика. Школске 1960/61. године школа ће понети своје данашње има Основна школа „14. октобар“. У знак сећања на стрељање мештана Драгинца и околних села у октобру 1941. године. Због све већег броја ученика у августу 1979. године почела је изградња нове школске зграде.

## Зграда школе
Првобитна зграда школе била је мала са једном учионицом, заједничком собом за спавање и кухињом.  Друга зграда школе датира из последње деценије деветнаестог века. Ова зграда је била велика имала је довољно простора да прими ученике, намештај је био нов и добро очуван. Након завршетка Другог светског рата број ученика се све више повећавао и дошло је до дефицита у школском простору. Настава се одвијала и у приватним кућама и згради општине. Стара зграда је требала да постане музеј посвећен стрељанима у Јадру, али је била стављена на располагање конфекцијској фабрици „Мода“, а касније је продата и сада се налази у приватном власништву. Зграда је руинирана и напуштена. Изградња треће школске зграде почела је 5. августа 1979. године и свечано је отворена 14. октобра 1983. године на годишњицу стрељања жртава у Јадру. Нова школска зграда има око 3000 квадратних метара, 12 учионица, 4 кабинета, кухињу, библиотеку, фискултурну салу. 

## Ученици школе
Основну школу су завршили
- Тошковић Добривоје (1927. Драгинац- 2021 Београд) доктор наука на Архитектонском факултету.

- Спремић Момчило (1937. Доња Бадања) доктор наука на Филозофском факултету.

- Илић Душко (1965. Драгинац) доктор наука на факултету Физичке културе.

- Илић Марија (1962. Цикоте) докторирала на немачком универзитету „Хајнрих Хајне“ у области опште и физичке хемије. [1]

## Дани дечје поезије и прозе
Књижевна манифестација „Дани дечје поезије и прозе“ установљена је 1985. године у знак сећања на стрељање цивиле у Јадру 1941. године. Око покретања манифестације посебно се истакао песник Љубомир Ћорилић. Манифестација се одржава сваке године почетком октобра. Манифестацији присуствују награђени ученици као и бројни писци за децу, Гроздана Олујић, Драган Лукић, Добрица Ерић, Љубивоје Рушумовић, Моша Одаловић, Перо Зубац су само неки од многобројних посетилаца ове манифестације. Ова манифеестација била је једна од највећих смотри дечијег књижевног стваралаштва тадашње СФРЈ и веома значајна у данашње време. 

## Галеријa
- ОШ."14. октобар"
- ОШ."14. октобар"
- ОШ."14. октобар"
- Стара зграда школе